# 악벽마
악벽마(惡癖馬, UNRULY HORSE)는 성질이 난폭하여 길들일 수 없는 말이다.
사람이 기승하면 마구 요동을 치면서 머리로 아무것이나 들이받는 악벽을 가졌다.